# 特威格山
74°17′S 67°50′E / 74.283°S 67.833°E
特威格山（英語：Mount Twigg）是南極洲的山峰，位於麥克羅伯特森地，處於馬奎斯山東南面30公里，根據澳大利亞探險隊拍攝的空中照片繪入地圖，現時由南極條約體系管理。